# Електра (ТВ филм)
Електра је југословенски и српски телевизијски филм из 1993. године. Режирао га је Јагош Марковић а сценарио је написан по делу Данила Киша.

## Улоге
| Глумац                | Улога        |
| --------------------- | ------------ |
| Јасмина Аврамовић     | Електра      |
| Драган Мићановић      | Орест        |
| Ђурђија Цветић        | Клитемнестра |
| Драган Максимовић     | Строфије     |
| Дарко Томовић         | Зидар        |
| Горан Шушљик          | Пилад        |
| Владан Гајовић        | Егист        |
| Огњанка Огњановић     |              |
| Синиша Ћопић          |              |
| Маја Новељић Ромчевић |              |
| Олга Одановић         |              |
| Бранка Секуловић      |              |
| Теодора Станковић     |              |
| Оливера Викторовић    |              |
| Мирко Влаховић        |              |